# 591
Cette page concerne l'année 591  du calendrier julien. Pour l'année 591 av. J.-C., voir 591 av. J.-C.
L'année 591 est une année commune qui commence un lundi.

## Événements
- 9 février : Zadesprate, officier au service du satrape de Médie révolté Bahram Chubin, est assassiné ; sa tête est envoyé à Khosro II, qui prépare une contre-offensive à Constaninia[1].
- Printemps : le général byzantin Narsès, nommé commandant en chef des armées d'Orient en remplacement de Comentiolus, avance sur Mardès, forteresse près de Dara aux côtés de Khosro II et de l'évêque Domitien de Mélitène. Les Arabes des environs se rallient à Khosro qui envoie les clefs de Dara à l'empereur byzantin Maurice, qui de son côté confirme officiellement qu'il adopte Khosro. Narsès avance à 150 km de Mossoul où il reçoit des renforts d'Arménie. Le général perse Mabad prend Ctésiphon et proclame Khosro roi[1]. Il massacre les partisans de Bahram, dont les Juifs de la ville[2].
- Mai : Agilulf et proclamé roi des Lombards à Milan[3].
- 9 juin : lettre du pape Grégoire le Grand aux archevêques Virgile d'Arles et Théodore de Marseille[4]. Le pape réprimande les laïcs d’Arles et de Marseille qui font baptiser les Juifs de force. Il blâme l’évêque de Terracine qui a expulsé les Juifs de leur synagogue (mars[5]). Il veut les convertir par la douceur, mais les empêche de posséder des esclaves chrétiens (loi de Brunehilde)[6].
- Juin : victoire de Narsès sur Bahram Chubin entre Arbèle et Kirkouk ; Bahram s'enfuit au Khorassan chez les Turks qui plus tard le mettent à mort[1].

- Juillet : première mention de l'exarchat de Carthage dans une lettre du pape Grégoire à l'exarque Gennadius[7].
- Automne : traité de paix entre les empires byzantin et perse[1]. En retour de son aide, Maurice reçoit d'importantes concessions territoriales (l’Arménie jusqu’au lac de Van et Tiflis, Dara et Martyropolis) et Khosro se montre tolérant envers les chrétiens.

- Ceawlin du Wessex est vaincu par les Brittons à la bataille de Wanborough (ou Woden's Barrow) et déposé par Ceol[8] (ou 592).
- La peste ravage l'Istrie, Grado et Raveme[9].

## Décès en 591
- 25 août : Arède (ou Yriez), fondateur du monastère d'Atane, au diocèse de Limoges.